# هوجو رايسنفيلد
هوجو رايسنفيلد (بالألمانية: Hugo Riesenfeld)‏ (و. 1879 – 1939 م) هو ملحن، وموزع (موسيقى)، وعازف كمان، ومؤلفو موسيقى تصويرية نمساوي، ولد في فيينا، يستخدم آلات كمان، توفي في لوس أنجلوس، عن عمر يناهز 60 عاماً.

## وصلات خارجية
- هوجو رايسنفيلد على موقع IMDb (الإنجليزية)
- هوجو رايسنفيلد على موقع ألو سيني (الفرنسية)
- هوجو رايسنفيلد على موقع ميوزك برينز (الإنجليزية)
- هوجو رايسنفيلد على موقع أول موفي (الإنجليزية)
- هوجو رايسنفيلد على موقع قاعدة بيانات برودواي على الإنترنت (الإنجليزية)
- هوجو رايسنفيلد على موقع قاعدة بيانات الأفلام السويدية (السويدية)
- هوجو رايسنفيلد على موقع ديسكوغز (الإنجليزية)
- هوجو رايسنفيلد على موقع قاعدة بيانات الفيلم (الإنجليزية)